# Alex James (musicista)
Alex James, nome completo Steven Alexander James (Boscombe, 21 novembre 1968), è un bassista britannico.
È il bassista dei Blur, una rock band inglese, e anche dei Fat Les.
Amato da molti fans per il suo stile glamorous (frangetta, sigaretta perenne, aria da star), Alex James ha inizialmente ricoperto un ruolo marginale nella band. Il basso, infatti, non era la base su cui venivano impostare le canzoni del quartetto di Colchester, ma col tempo (e soprattutto con l'addio di Coxon) il sound dei Blur (diventato trio) ha valorizzato la tecnica di Alex James.
È l'unico componente della band a non provenire da Colchester. Conobbe Graham Coxon al Goldsmith's College, dove i due studiavano, e venne presentato a Damon Albarn e Dave Rowntree, che al tempo facevano parte di un gruppo chiamato Circus. Si unì alla prima formazione dei tre, i Seymour, nel 1989. Il gruppo successivamente prese il nome di Blur.
Pur essendo coinvolto in alcuni progetti paralleli, James non ha prodotto materiale come solista. Nel 1998 ha formato i Fat Les insieme a Keith Allen, Damien Hirst ed altri, ed ha realizzato con questo gruppo il singolo Vindaloo, inciso per il Campionato del Mondo di calcio del 1998. Il singolo raggiunse la posizione numero 2 delle classifiche inglesi. Ha lavorato in un altro progetto chiamato Me Me Me con Stephen Duffy, ed ha partecipato alla stesura di alcuni pezzi per Marianne Faithfull e Sophie Ellis-Bextor. Con la Bextor ha collaborato per un paio di pezzi (come produttore e bassista in Move this Mountain e I Believe) dell'album di debutto della cantante inglese, Read My Lips. Nell'album Shoot from the Hip (sempre della Bextor) ha collaborato al pezzo Love is it Love, ed anche in questo caso ha suonato le parti di basso. Ha anche fondato con la cantante Betty Boo il duo chiamato WigWam.
Alex James scrive per i giornali The Independent e The Observer, nonché per The Idler e Q Magazine. È anche interessato all'astronomia ed ai viaggi nello spazio. Questo è riscontrabile anche nel pezzo Far Out nell'album Parklife, dove lo stesso James canta elencando una serie di pianeti e di stelle.
Alex James è inoltre protagonista e ideatore del documentario "Ho sniffato un milione di euro" che parla del suo viaggio sulle tracce della filiera produttrice della cocaina in Colombia. Essendo stato un cocainomane e sottoposto per tutto il viaggio alle tentazioni della polvere bianca, visita i laboratori della droga, intervista i sicari, incontra spacciatori, i coltivatori, trafficanti e boss. Per sua stessa ammissione, Alex James è stato un grande consumatore di cocaina, fino a vantarsi di spendere un milione di euro in coca, ogni anno.
Alex James è stato anche ospite a Top Gear.

## Vita privata
Il padre di James, Jason, era direttore commerciale di un'azienda che vendeva compattatori e presse per rifiuti. James ha sposato Claire Neate, produttrice di video musicali, nell'aprile 2003 a Cheltenham. Hanno cinque figli. La famiglia vive vicino a Kingham, nell'Oxfordshire, in un'azienda casearia di 200 acri (0,81 km2); James è considerato dalla stampa come un membro del gruppo di Chipping Norton set.
Nel suo libro, James descrive un lungo periodo di vita decadente. Un anno, per festeggiare il suo compleanno a San Paolo, fece trovare al tour manager un balthazar di champagne, che condivise con le cinque groupie più carine che si trovavano sulla porta dell'hotel. James ha stimato di aver speso circa 1 milione di sterline in champagne e cocaina; nel 2015, tuttavia, ha dichiarato che questa storia non era vera. Cita una lunga lista di bar preferiti, tra cui il Groucho Club e The Colony Room.
L'Università di Bournemouth ha conferito a James un dottorato onorario nel novembre 2010. Ha inoltre ricevuto un dottorato onorario in lettere dall'Università di Gloucestershire nel novembre 2013.
Alex James è sposato con Claire Neate, una produttrice di video, e la coppia ha cinque figli: Geronimo, i gemelli Artemis e Galileo, Sable e Beatrix.